# Bolivia
För andra betydelser, se Bolivia (olika betydelser).
Bolivia, formellt Mångnationella staten Bolivia (spanska: Estado Plurinacional de Bolivia, quechua: Bulivya Mamallaqta, aymara: Bulivya Mamallaqta), är ett land i centrala Sydamerika som gränsar till Argentina, Brasilien, Chile, Paraguay och Peru. På gränsen mot Peru ligger Titicacasjön som är världens högst belägna, farbara sjö.
Bolivia, som är uppkallat efter frihetskämpen Simón Bolívar, blev självständigt från Spanien 1825. Landets historia sedan dess innehåller bland annat nästan 200 regeringsskiften, ofta genom militärkupper och motkupper. Under 1980-talet blev Bolivia förhållandevis demokratiskt, men landet har svåra problem i form av en utbredd fattigdom, social oro och narkotikaproduktion.
Landet är ett av de fattigaste i Sydamerika men är rikt på naturresurser, där naturgas är den största exportprodukten. Sedan 1980-talet har landet genomfört omfattande samhällsreformer för att komma till rätta med de sociala och ekonomiska problemen, men statlig utförsäljning av bland annat vattenleveranser har ibland orsakat våldsamma oroligheter.
Tack vare de stora topografiska nivåskillnaderna och de många olika ekotoniska zonerna är Bolivia ett av de 17 länder i världen som har den största biologiska mångfalden.

## Historia

### Kolonialperioden
Området som nu heter Bolivia kallades tidigare "Övre Peru" eller "Charcas" och styrdes av vicekungen av Peru som residerade i Lima. Lokala regeringar kom från Audiencia de Charcas i Chuquisaca (La Plata – nuvarande Sucre). Bolivianska silvergruvor bidrog mycket till det spanska imperiets välgång. En stor skara infödda slavar användes som arbetskraft. När det spanska kungliga styret försvagades under Napoleonkrigen, växte känslorna mot den koloniala makten.

### Republiken, ekonomisk oro (1809)
Oberoendet proklamerades 1809, men 16 år av stridigheter följde innan republiken grundades 6 augusti 1825, namngiven efter Simón Bolívar.
Under ledning av marskalk Andres de Santa Cruz, invaderade Bolivia 1836 Peru för att återinsätta den avsatte presidenten, general Luis Orbegoso. Peru och Bolivia bildade den peru-bolivianska konfederationen med de Santa Cruz som överbeskyddare. Efter spänningar mellan konfederationen och Chile, förklarades krig av Chile 28 december 1836. Argentina, Chiles allierade, förklarade krig mot konfederationen 9 maj 1837. De peru-bolivianska styrkorna vann flera viktiga slag, bland annat seger över den argentinska expeditionen och segern över den första chilenska expeditionen på Paucarpatafälten nära staden Arequipa. På samma fält undertecknades Paucarpatadekretet som innebar en ovillkorlig kapitulation för den chilenska och perurebelliska armén. Dekretet försäkrade att Chile skulle dra sig tillbaka från Peru-Bolivia, att de skulle återlämna erövrade konfederationsfartyg, normaliserade ekonomiska relationer samt att konfederationen skulle återbetala peruanska skulder till Chile. Offentliga protester mot överenskommelsen tvingade dock regeringen att säga nej till den. Chilenarna organiserade en andra expeditionsstyrka och anföll den peru-bolivianska konfederationen med seger på Yungayfälten där de använde de vapen och utrustning som Santa Cruz hade låtit dem få tillbaka. Efter detta slag flydde Santa Cruz till Ecuador och den peru-bolivianska konfederationen upplöstes.
Efter oberoendet från Peru invaderade Perus president, general Gamarra, Bolivia i ett försök att återförena de båda länderna under den peruanska flaggan. Perus armé förlorade vid slaget i Ingaví 20 november 1841, där general Gamarra själv dödades. Den bolivianska armén under ledning av general José Ballivián startade då en motoffensiv med målet ett erövra den peruanska hamnen i Arica nu i Chile. År 1842 skrev båda länderna under ett fredsavtal som avslutade kriget.
På grund av en period med ekonomisk instabilitet från början till mitten av 1800-talet, visades Bolivias svaghet under Stillahavskrigen 1879-1883, under vilka de förlorade tillgången till havet och de där intilliggande nitratfälten, tillsammans med att de tvingades lämna hamnstaden Antofagasta till Chile. Bolivia förlorade även delstaten Acre (känd för sin gummiproduktion) när Brasilien genom Petrópolisdekretet övertalade delstaten att utträda ur Bolivia 1903.
En ökning i världshandelspriserna på silver gjorde att välfärden och den politiska stabiliteten i Bolivia ökade under slutet av 1800-talet. I början av 1900-talet ersatte tenn silvret som landets viktigaste tillgång för att nå välfärd. En rad regeringar som kontrollerades av den ekonomiska och samhälleliga eliten följde en laissez-faire kapitalistisk politik under de första 30 åren av 1900-talet. Den stora depressionen drabbade landets ekonomi hårt under 1930-talet och kom på sikt att försvagade den vita överklassens maktposition. Istället fick militären mer inflytande över landets politiska liv. Militärens starka inflytande på makten höll i sig in på tidiga 2000-talet.
Levnadsvillkoren för ursprungsbefolkningen, som var den större delen av invånarna i landet, var dock fortsatt svåra. De tvingades att arbeta under primitiva förhållanden i gruvor under vad som liknade feodal status, nekades utbildning samt ekonomiska möjligheter och politiskt deltagande. Bolivias förlust mot Paraguay i Chacokriget (1932–1935) blev en vändpunkt.

### Nationalistiska revolutionsrörelsen (från1951)
Revolutionistpartiet Movimiento Nacionalista Revolucionario (MNR) växte fram som ett parti med brett stöd. Efter att deras seger i presidentvalet 1951 hade underkänts, ledde MNR en framgångsrik revolution 1952. Under ledning av president Víctor Paz Estenssoro, införde MNR med starkt folkligt stöd allmän rösträtt, genomförde omfattande jordreformer med utbildning för landsbygdens folk och förstatligade de största tenngruvorna.
Tolv år av tumultartat styre splittrade MNR. 1964 störtade en junta president Paz Estenssoro vid utgången av hans tredje period vid makten. Då president René Barrientos Ortuño, en tidigare medlem av juntan och vald 1966 omkom, följde en rad svaga regeringar. På grund av den allmänna oordningen och de ökade folkliga protesterna, tillsatte militären, MNR och andra överste Hugo Banzer som president 1971. Banzer styrde med stöd av MNR mellan 1971 och 1974. Efter schismer inom koalitionen ersatte han därefter civila med medlemmar ur de väpnade styrkorna och avbröt alla politiska aktiviteter. Ekonomin växte under större delen av Banzers presidenttid, men brott mot de mänskliga rättigheterna och finansiella kriser i slutet av hans styre undergrävde stödet för honom. Han tvingades att utlysa val 1978 och Bolivia gick åter igen in i en period av politisk turbulens.

### Militärregeringar (1978)
Valen 1979 och 1981 var oavgjorda och präglades av bluffmakeri. Det genomfördes statskupper, motkupper och installerades interimsregeringar. 1980 genomförde general Luis García Meza Tejada en hänsynslös och våldsam kupp som inte hade folkligt stöd. García kom till makten på villkoret att hans regering skulle sitta kvar vid makten under endast ett år, men när året var slut framträdde han i TV där han berättade att han skulle sitta kvar. Hans regering blev känd för brott mot de mänskliga rättigheterna, narkotikahandel och ekonomiskt vanstyre. Under hans presidentperiod, märktes den inflation som senare skulle stjälpa Bolivias ekonomi. Han dömdes 1989 i sin frånvaro för flera olika brott, bland annat mord, och utlämnades från Brasilien 1995 för att avtjäna ett 30-årigt fängelsestraff.
Efter att militära rebeller tvingade García Meza att avgå 1981, kämpade ytterligare tre militärregeringar i 14 månader med Bolivias växande problem. Oroligheter tvingade militären att sammankalla den kongress som valdes 1980 och tillåta den att välja en ny president. I oktober 1982, 22 år efter sin första presidentperiod (1956–1960), blev Hernán Siles Zuazo åter igen president.

### Liberalisering av ekonomin (1993–2001)

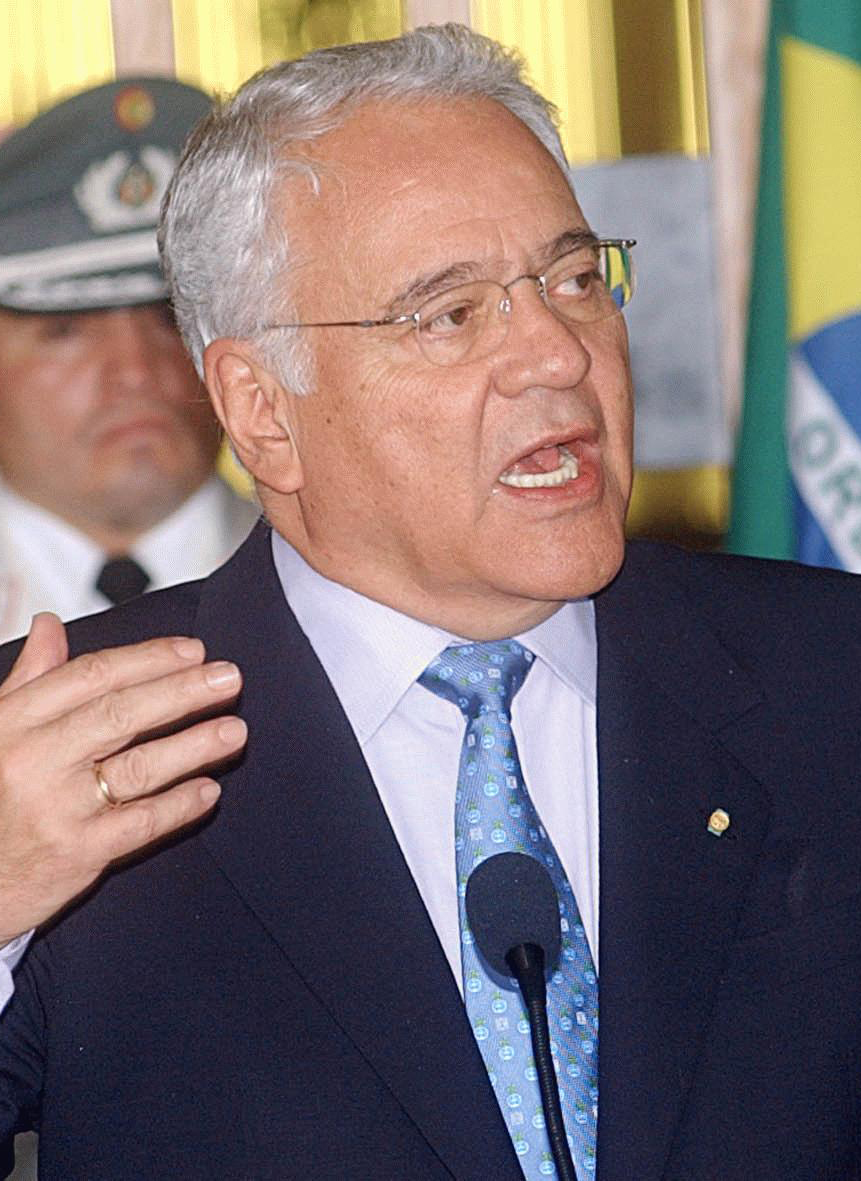
Gonzalo Sánchez de Lozada

Gonzálo Sánchez de Lozada drev hårt sina ekonomiska och sociala reformer. Den mest dramatiska förändringen av Sánchez de Lozadas regering var kapitaliseringsprogrammet under vilket investerare, mestadels utländska, i utbyte mot kapital kunde förvärva 50 procents ägande och kontroll av statliga företag, som till exempel den statliga oljeindustrin, telekommunikationssystem, flygbolag, järnvägar och elektronikindustrin. Reformerna och den ekonomiska omstruktureringen mötte starkt motstånd inom vissa delar i samhället och framkallade upprepade och ibland våldsamma protestaktioner mellan 1994 och 1996, framför allt i La Paz och kokaodlingsregionen i Chapare. Sánchez de Lozadas regering drev igenom en politik som innebar ekonomisk kompensation till odlare i Chapare som frivilligt utrotade olaglig koka. Politiken fick dock litet stöd och i mitten av 1990-talet stod Bolivia för en tredjedel av världens koka som processades till kokain.
Under den perioden blev Bolivias fackföreningars paraplyorganisation, Central Obrera Boliviana (COB), oförmögna att utmana regeringens politik. En lärarstrejk 1995 slogs ned då COB inte kunde mobilisera tillräckligt många av sina medlemmar, däribland bygg- och fabriksarbetare. Staten använde sig av selektiva krigiska lagar för att hålla nere störningarna från lärarna till ett minimum. Lärarna leddes av Trotskijtrogna och ansågs vara den mest militanta fackföreningen inom COB. Deras fall blev ett stort bakslag för COB, som även avslöjades med korruption och inre stridigheter 1996.
I valet 1997 fick ledaren för Acción Democrática Nacionalista (ADN) och tidigare diktatorn general Hugo Banzer 22 procent av rösterna, medan MNR fick 18 procent. Banzer bildade en koalition mellan ADN, MIR, UCS och CONDEPA, som hade majoriteten i den bolivianska kongressen. Kongressen valde honom som president och han tillsattes 6 augusti 1997. Under valkampanjen hade Banzer lovat att avbryta privatiseringen av det statligt ägda oljebolaget YPFB. Detta skulle dock troligen inte kunna genomföras med tanke på Bolivias svaga position i förhållande till internationella storföretag.
Banzers regering fortsatte istället med marknads- och privatiseringspolitiken som hade startats av deras föregångare och den relativt stadiga ekonomiska tillväxten fortsatte fram till Banzers tredje år vid makten. Efter det bidrog regionala, globala och inhemska faktorer till en nedgång. Finansiella kriser i Argentina och Brasilien, sjunkande världshandelspriser på exportprodukter och minskad sysselsättning inom kokasektorn pressade ner Bolivias ekonomi. Dessutom blev en omfattande korruption inom den offentliga sektorn känd. Dessa faktorer bidrog till ökade protester från samhället under den andra halvan av Banzers presidentperiod.
I början av sin regeringsperiod inrättade Banzer speciella polisstyrkor som fysiskt skulle utrota den illegala kokaodlingen i Chapareregionen. Politiken orsakade en fyraårig nedgång i Bolivias kokaproduktion vilket ledde till att Bolivia blev en relativt liten leverantör av koka för kokainframställning. De människor som blev arbetslösa på grund av kokautrotningen strömmade in till städerna, framför allt till El Alto, slumområdet nära La Paz. Jaime Paz Zamoras parti MIR, som stödde denna politik, var Banzers koalitionspartner under hela regeringsperioden.
Banzer lämnade presidentposten 6 augusti 2001 sedan han hade fått diagnosen cancer. Han avled mindre än ett år senare. Hans amerikanskutbildade vicepresident, Jorge Fernando Quiroga Ramírez var president under det sista året av hans period.

### Valet 2002
Konstitutionen tillät inte Quiroga att delta i presidentvalet 2002.
I de nationella valen i juni 2002 vann den tidigare presidenten Gonzalo Sánchez de Lozada (MNR) med 22,5 procent av rösterna, före den kokaförsvarande indianske bondeledaren Evo Morales (Movimiento al Socialismo, MAS) med 20,9 procent. Morales vann över populistledaren Manfred Reyes Villa (Nueva Fuerza Republicana NFR) med endast 700 röster, och fick därmed en plats i kongressvalet mot Sánchez de Lozada 4 augusti 2002.
En överenskommelse i juli 2002 mellan MNR och fjärdeplacerade MIR, som åter igen letts i ett val av den tidigare presidenten Paz Zamora, försäkrade kongressens val av Sánchez de Lozada som president och 6 augusti svor han presidenteden för andra gången. MNR:s plattform innehöll tre övergripande frågor: Ekonomisk återaktivering (inklusive jobbskapande), arbete mot politisk korruption samt social integration.

### Presidentvalet 2005
Det bolivianska presidentvalet hölls 18 december 2005. De två huvudkonkurrenterna var Juan Evo Morales Ayma från MAS och Jorge Quiroga, ledare för Poder Democratico y Social (PODEMOS) och tidigare ledare för Acción Democrática Nacionalista (ADN).
Morales vann valet med 53,74 procent av rösterna, en absolut majoritet som är ovanlig i bolivianska val. Han svor presidenteden 22 januari 2006 för en femårig regeringsperiod. Före hans officiella installation i La Paz, installerades han i en Aymararitual på den arkeologiska platsen Tiwanaku inför tusentals människor ur Aymarabefolkningen och representanter från hela Latinamerika. Även om detta var symboliskt så var inte ritualen historiskt baserad och i huvudsak besökt av Aymaras, inte den stora Quechuatalande befolkningen. Efter den spanska erövringen i början av 1500-talet har denna region, med en majoritet ursprungsbefolkning, styrts av ättlingar till europeiska immigranter med endast ett fåtal mestiser vid makten. Morales, som själv är Aymara, ser detta som att "500 år av kolonisering är över och att en ny era har börjat".
Hans presidentseger har även satt nytt fokus för det amerikanska drogkriget i Sydamerika och dess tyngd på utrotning av koka. Den USA-stödda "Plan Dignidad" (värdighetsplanen), som är ägnad att minska kokainproduktionen till noll, ses av många bolivianer som en attack på deras levebröd och sätt att leva. Morales som själv är en ledare för många kokaodlare har sagt att hans regering kommer att försöka förbjuda droger, men han vill bevara den legala marknaden för kokablad och arbeta för export av lagliga kokaprodukter.
1 maj 2006 tillkännagav Morales sina intentioner att åter igen förstatliga bolivianska olje- och gastillgångar.

### Sedan 2006
Socialisten Evo Morales styrde Bolivia i 14 år, längre än någon tidigare president, men tvingades avgå 2019 efter ett ifrågasatt val som utlöste våldsamma protester. En högerorienterad övergångsregering styrde landet fram till ett nytt val ett år senare, i vilket Morales partikamrat Luis Arce vann en övertygande seger.

## Geografi

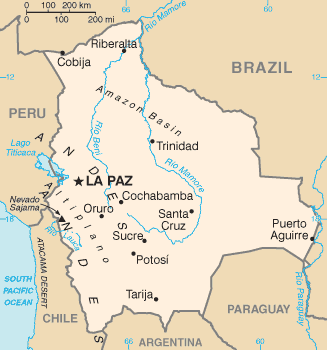
Engelskspråkig karta över Bolivia

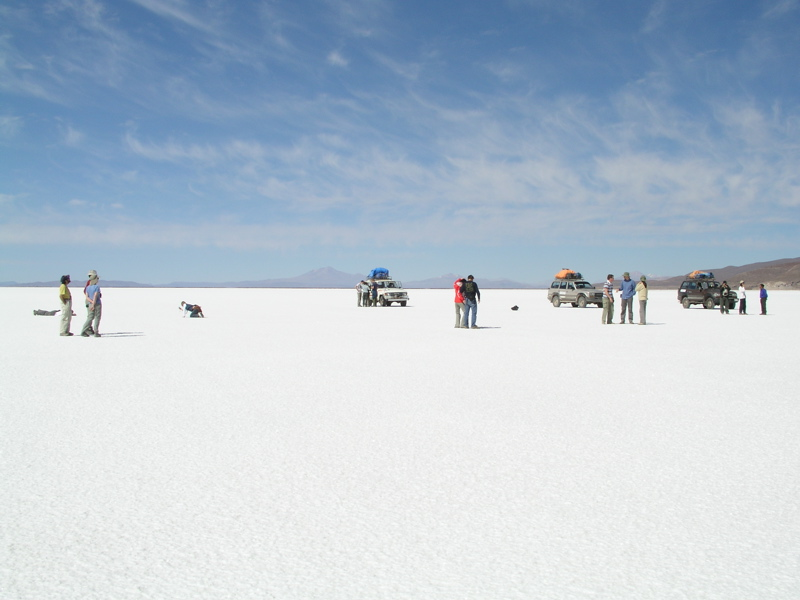
Salar de Uyuni

Bolivia ligger på det södra halvklotet och väster om nollmeridianen. Det geografiska läget mäts därför i sydlig latitud och västlig longitud. Landets geografiska centrum ligger Puerto Estrella vid Río Grande i provinsen Ñuflo de Chávez i departementet Santa Cruz.
Bolivia förlorade sin havskust i Stillahavskrigen.
Bolivia är 1 098 580 km² stort av vilket 14 190 km² är vatten. Landet ligger i västra Sydamerika och med en gränssträcka på 6 743 kilometer varav den längsta är den nordöstra delen som gränsar mot Brasilien. Bolivia har en 900 kilometer lång gräns mot Peru som landet delar Titicacasjön med. Övriga gränssträckor finns mot Chile (sydväst, 861 kilometer), Argentina (söder, 832 kilometer) och Paraguay (sydost, 750 kilometer).
Bolivia har med sin altitud, topografiska skillnader och ekotoniska zoner en stor biologisk mångfald i de ekologiska områden som går sig från högplatåerna i Anderna till Amazonas slätter genom torra dalar, yungas och savanner.
Den omfattande variationen i ekoregionerna består av en stor biologisk mångfald som är bland de största i världen och landet tillhör de 17 länder som ingår i Like-Minded Megadiverse Countries. Tack vare höjdskillnaderna från det snötäckta Nevado Sajama på 6 542 meter över havet ner till Paraguayfloden 70 meter över havet har mer än 40 olika naturtyper identifierats.
Bergskedjorna och bergsområdena i Bolivia består av massiva kompakta klippor av magmatiska, sedimentära och metamorfiska bergarter. De lägre platåerna och flodområdena består till stor del av lera, sand och grus.

### Topografi
Den andinska regionen upptar med sina 307 000 km² 28 procent av Bolivia. Området har en genomsnittlig höjd på omkring 3 000 meter över havet och ligger mellan två stora bergsmassiv, Cordillera Occidental och Cordillera Central. De högsta bergen är Nevado Sajama som når 6 542 meter och Illampu som når 6 421 meter.
På högplatån (Altiplano) ligger Titicacasjön (3 810 meter över havet) som är världens högst belägna navigerbara sjö. Sjön har en yta på 8 300 km², varav 3 770 km² ligger i Bolivia och resten i Peru. I sjön finns flera öar där Isla del Sol är den största.
På Altiplano finns flera saltfält, bland annat Salar de Uyuni som är världens största. Salar de Uyuni består av uppskattningsvis 64 miljarder ton salt och litium. Där finns även flera laguner som till exempel Laguna Colorada med en yta på 60 km² och Laguna Kalina på 26 km². Laguna Colorada har fått sitt namn på grund av sitt rödfärgade vatten.
Den subandinska regionen mellan Altiplano och de östra delarna utgör 13 procent av Bolivia. Den genomsnittliga altituden är 2 500 meter över havet och karaktäriseras av jordbruksmarker. Medeltemperaturen ligger mellan 15 och 25 grader Celsius. Regionen innefattar dalar och yungas som är fuktiga på grund av intensiva regn eller ständig dimma. Detta orsakar förekomsten av en komplex biomassa som visas genom en tät vegetation i forma av tropisk regnskog och molnskog, uppdelad beroende på altituden.
Llanos som är den största regionen utgör 59 procent av landets yta och ligger norr och öster om Cordillera Oriental och Cordillera Real. Den sträcker sig från foten av Anderna till de lägre delarna av landet vid Paraguayfloden. Det är ett slättland med stora skogar, sjöar och floder i de lägre delarna av den andinska regionen. Årsmedeltemperaturen ligger på mellan 22 och 25 grader Celsius. I området finns den största biologiska mångfalden liksom de största områdena med odlingsbar mark i Bolivia.
Lägsta punkt är Paraguayfloden, 93 meter över havet.

### Hydrografi
I Bolivia finns tre stora flodområden: Amazonas, La Plata och Altiplano.

#### Amazonas flodområde
Amazonas flodområde täcker en yta på 724 000 km² (65,9 procent av Bolivias yta). Området delas med Brasilien, Guyana, Venezuela, Colombia och Peru. Floderna är tillflöden till många stora sjöar och laguner, som till exempel Murillo och Mentiroso som fylls på av Madre de Dios. Amazonas största biflod är Mamoréfloden som är 2 000 kilometer lång. Den går ihop med den 1 113 kilometer långa Benifloden och bildar Amazonflodens största biflod, Madeira. Madeira bildar sedan en naturlig gräns mot Brasilien i 95 kilometer innan den går ihop med Abuná och fortsätter in i Brasilien.
Andra viktiga floder är Madre de Dios som är 1 150 kilometer lång och i Peru under namnet Heath innan den efter 510 kilometer i Bolivia övergår i Benifloden. Guaporéfloden (även kallad Iténez) är omkring 1 500 kilometer lång och är den största bifloden till Mamoréfloden. Den går i nordvästlig riktning och bildar gräns mot Brasilien i 970 kilometer. Övriga viktiga floder är Blanco, Negro, Yata, Tahuamanu, Orthon, San Julian och Paragúa.
De viktigaste sjöarna i flodområdet är Rogaguado som är 154 km² stor samt Huaytunas (även kallad Ginebra) som är den största sjön med 550 km². De mest kända lagunerna är Huachi, San Jorge, Nuevo Mundo och Arani (även kallad Araré) som alla är större än 50 km².

#### La Platas flodområde
La Platas flodområde täcker 229 500 km² av Bolivias yta (20,9 procent). De bolivianska biflödena till Río de la Plata är generellt mindre än Amazonflodens. Huvudfloderna i området är Pilcomayofloden som tar sin början i Oruro på 5 200 meters höjd och rinner i sydostlig riktning innan den går ihop med Paraguayfloden i Asunción. Floden är omkring 1 590 kilometer lång varav 789 kilometer går genom Bolivia och 47 kilometer bildar gräns mot Argentina. Paraguayfloden är totalt 2 625 kilometer lång men endast 48 kilometer berör Bolivia då den utgör gränsen mot Brasilien.
Andra viktiga floder i området är Bermejofloden som tar sin början i Bolivia men snart går in i Argentina efter att under en sträcka ha bildat gräns mellan de båda länderna. Grande de Tarija börjar också i Bolivia men slutar i Bermejoconfloden som korsar gränsen mot Argentina. Andra floder är Tarijafloden, Nuevo Guadalquivir och Itaú.
De viktigaste lagunerna i området är Uberaba som är 400 kvadratkilometer och delas med Brasilien. Mandiorélagunen är 300 kvadratkilometer varav 100 ligger i Bolivia och får sitt tillflöde från Paraguayfloden. Gaiba är 200 kvadratkilometer stor och delas med Brasilien. Cáceres är lika stor och ligger i sin helhet Bolivia. Lagunen Mirim ligger i Gran Pantanal.
På Altiplano finns flera floder, sjöar, laguner och bäckar som inte har sin riktning mot något hav. Den viktigaste av dessa är Desaguaderofloden som med sina 436 kilometer är den längsta högplatåfloden. Den börjar i Titicacasjön på 3 810 meter över havet och rinner i sydostlig riktning, med en fallhöjd på 124 meter till sin mynning på 3 686 meter i Poopósjön. Laucafloden börjar i Cotacotanilagunen i Chile för att strax därefter gå in i Bolivia. Den är 225 kilometer lång och slutar i Coipasa, liksom den Laca Jahuira som är 135 kilometer lång, börjar vid Poopósjön och slutar i den norra delen av det stora saltområdet.

#### Altiplanos flodområde
Altiplanos flodområde är 145 081 kvadratkilometer stort och täcker 13,2 procent av Bolivias yta.
Det finns fyra stora sjöar i området. Den största är Titicacasjön som är 8 562 kvadratkilometer varav 3 790 ligger i Bolivia. Övriga sjöar är Poopósjön på 1 337 km² som får vatten från Titicacasjön, Uru Uru som har en yta på 260 km² och ligger norr om Poopósjön samt den tredje största sjön, Coipasa, som är 806 km².
Lagunerna i området består både av saltvatten och sötvatten. En av de viktigare är Colorada som är 60 km² som ligger i den södra delen av departementet Potosí. Lagunen är rödfärgad på grund av sediment och sjögräs. Norr om Colorada ligger Pastos Grandes som är 90 km² men grund då den inte har så stort tillflöde av vatten. Övriga laguner är Verde, Salada, Khara och Blanca.
Kalina (även kallad Busch) på 20,6 km² är den största av sötvattenlagunerna. Den ligger departementet Potosísödra delar nära gränsen mot Argentina. Övriga sötvattenlaguner är Coruto (15,8 km²), Loromayu (9 km²), Coranto (6,36 km²), Morijon, Chipapa (7,24 km²) och Chojllas (5,42 km²) samt Hedionda, Celeste, Kollpa, Totoral, Zapaleri och Khastor (3,62 km²).
I flodområdet finns salt som är produkten av avdunstning från den gamla sjön Minchin som låg i bergsområdet då Anderna började resa sig för miljontals år sedan. Det största saltområdet är Uyuni som täcker en yta av 12 000 kvadratkilometer och är omkring 120 meter tjockt. Coipasa i departementet Oruro har en yta på 2 218 km² med en tjocklek på 100 meter. Andra stora saltfält är Empexa, Chiguana, Chalviri, Laguani och Salar de la Laguna.

### Klimat

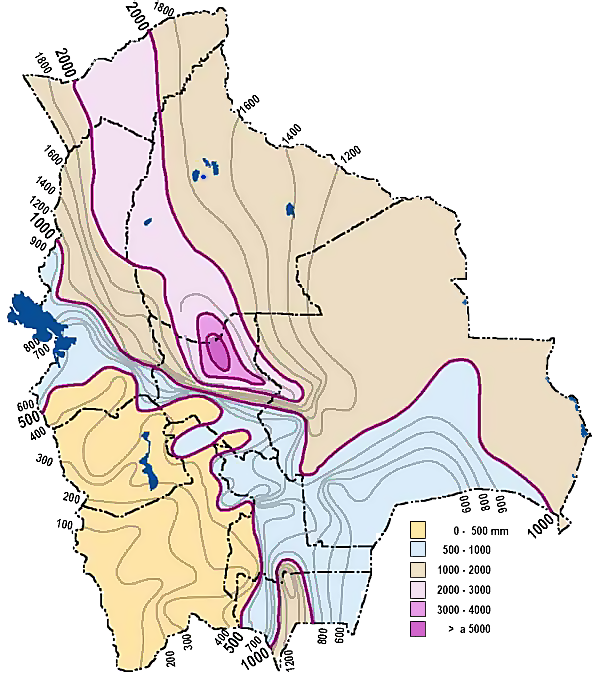
Årsnederbörd i Bolivia.

Även om Bolivia helt ligger på tropiska breddgrader, varierar de klimatiska förutsättningarna från tropiskt på låglandet till polarklimat i de högre delarna av Anderna. Temperaturen beror i huvudsak på höjden över havet med mindre variationer mellan årstiderna. På de flesta platser faller mest regn under det södra halvklotets sommar och årsnederbörden är större i söder än i norr.
Det norra låglandsområdet har tropiskt fuktigt klimat med höga temperaturer året runt, hög luftfuktighet och ymniga regnfall. Medeltemperaturen under dagtid överstiger 30 grader Celsius på de flesta platser året runt. De nordöstra passadvindarna som blåser över Amazonas flodområde för med sig stora mängder regn. Regn faller ofta under mindre åskoväder, ofta tillsammans med starka vindar och hagel.
Det centrala låglandet har ett tropiskt fuktigt och torrt klimat. Mellan oktober och april dominerar nordostliga passadvindar och vädret är då varmt, fuktigt och regnigt. Mellan maj och september tar torra sydostliga vindar kontrollen och nederbörden under den perioden är liten. Under denna årstid gör klara dagar och molnfria nätter att dagstemperaturerna är högre och nattemperaturerna är lägre än under regnperioden. Tillfälliga starka vindar från söder, kallade surazos, kan blåsa in under vintern och ge låga temperaturer under flera dagar.
Gran Chaco har ett subtropiskt stäppklimat. De nordostliga passadvindarna för med sig regn och varmt fuktigt väder mellan januari och mars. Övriga månader är torra med varma dagar och kalla nätter. Bolivias högsta temperatur, 47 grader, noterades i detta område. Även surazos påverkar Chaco.
Temperaturer och nederbörd i bergen varierar mycket. Yungas, där de fuktiga nordostliga passadvindarna förs upp av bergen, är det molnigaste, fuktigaste och regnigaste området med en årsnederbörd på 152 centimeter. Skyddade dalar och flodområden i hela Cordillera Oriental har milda temperaturer och en nederbörd på mellan 64 och 76 centimeter per år. Temperaturen sjunker dock med stigande altitud. Snö kan falla på höjder över 2 000 meter och snögränsen går vid 4 600 meter. Områden över 5 500 meter har polarklimat med glaciärområden. Cordillera Occidental är en höglänt ödemark med kalla vindutsatta toppar.
Altiplano, som också utsätts för starka och kalla vindar har ett torrt och kallt klimat med skillnader i dagstemperaturer och nederbörd mellan norr och söder. Den genomsnittliga högsta dagstemperaturen ligger mellan 15 och 20 grader, men under sommaren kan den överstiga 27 grader. Kvällstid kan dock temperaturen falla ner till noll. Titicacasjön lindrar kylan men längs sjöns stränder kan det förekomma frost året runt och snöfall är inte ovanligt.

### Naturskydd och miljöproblem
I Bolivia finns det 12 nationalparker som till exempel Isiboro Sécure, Noel Kempff Mercado och Carrasco Ichilo. Därtill finns andra områden och naturreservat som tillsammans utgör 16 procent av landets areal.[källa behövs]
Skogen avverkas för att ge plats åt jordbruk samt på grund av den internationella efterfrågan på tropiska trädslag. Detta leder till jorderosion och förlorad biodiversitet. Ett annat miljöproblem är att industrier förorenar vattnet. Omkring 45 % av elektriciteten produceras av fossila bränslen och resterande till största delen av vattenkraft.

## Styre och politik

### Författning och styre
Den konstitution som antogs 1967 – och som ändrades 1994 – ger en balanserad verkställande, lagstiftande och juridisk makt. Det traditionellt starka verkställandet kan dock överskugga kongressen, vars roll generellt är begränsad till att diskutera och anta lagstiftning som initieras av den verkställande. Det juridiska, som består av Bolivias högsta domstol samt departementsdomstolar och lägre domstolar, har länge varit utsatta för korruption och ineffektivitet. Genom revisionen av konstitutionen 1994 och underliggande lagar, har regeringen påbörjat långtgående reformer inom det juridiska systemet och dess processer.
Bolivias nio departement fick en större autonomitet under lagen om administrativ decentralisering 1995. Departementens autonomitet ökade ytterligare genom det första folkvalet av departementsguvernörer (prefectos) 18 december 2005, efter långa påtryckningar från det proautonomiska departementet Santa Cruz. Bolivias städer och orter styrs av direktvalda guvernörer och rådgivare. Kommunala val hölls 5 december 2004 där rådgivare valdes för femårsperioder. Lagen om folkligt deltagande från 1994, som ger en stor del av de nationella vinsterna till kommuner för valfri användning, har gjort att tidigare förbisedda samhällen har utvecklats med förnödenheter och service.
Presidenten väljs för en femårsperiod genom folkomröstning. Den valde presidenten Gonzalo Sánchez de Lozada avgick i oktober 2003 och ersattes av vicepresident Carlos Mesa. Mesa ersattes av chefsdomaren i högsta domstolen i juni 2005. Sex månader senare, 18 december 2005, valdes den socialistiske indianske ledaren Evo Morales som president.[källa behövs]

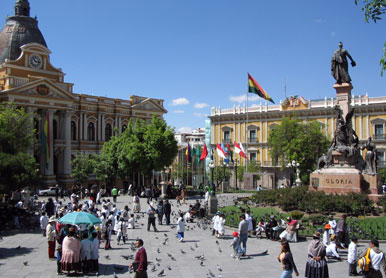
Kongressbyggnaden i La Paz

Kongressen Congreso Nacional har två kammare. Deputeradkammaren (Cámara de Diputados) har 130 ledamöter som är valda i femårsperioder, 70 från enskilda medlemsdistrikt (circunscripciones) och 60 som är invalda proportionellt. Senaten (Cámara de Senadores) har 27 ledamöter (tre per departement) som är valda i femårsperioder.

### Administrativ indelning
Bolivia är indelat i nio departement (departamentos): Chuquisaca, Cochabamba, Beni, La Paz, Oruro, Pando, Potosi, Santa Cruz och Tarija. Dessa är indelade i totalt 112 provinser och 339 kommuner (2017).

### Politik

#### Politiska partier
| Politiska partier                      |             |                            |  |
|                                        |             |                            |  |
| Parti                                  | Förkortning | Grundare                   |  |
| Acción Democrática Nacionalista        | ADN         | Hugo Banzer Suárez         |  |
| Conciencia de Patria                   | CONDEPA     | Carlos Palenque            |  |
| Izquierda Unida                        | IU          | -                          |  |
| Movimiento al Socialismo               | MAS         | Evo Morales                |  |
| Movimiento Bolivia Libre               | MBL         | -                          |  |
| Movimiento Indígena Pachacuti          | MIP         | Felipe Quispe              |  |
| Movimiento de Izquierda Revolucionaria | MIR         | Jaime Paz Zamora           |  |
| Movimiento Nacionalista Revolucionario | MNR         | Víctor Paz Estenssoro      |  |
| Nueva Fuerza Republicana               | NFR         | Manfred Reyes Villa        |  |
| Partido Socialista de Bolivia          | PS          | Marcelo Quiroga Santa Cruz |  |
| Unión Cívica Solidaridad               | UCS         | Max Fernández              |  |
| Poder Democrático Social               | PODEMOS     | Jorge Quiroga Ramírez      |  |

### Försvar
Den bolivianska militären består av de tre försvarsgrenar, armén, marinen och flygvapnet. 
- Armén hade 2004 en personalstyrka om 25 000 soldater.[37] Viktigaste beväpning är 54 lätta stridsvagnar SK-105 Kürassier.[38]
- Marinen - som finns fast Bolivia inte har en havskust - hade en personalstyrka om 3 500 matroser. Den är utrustad med flodbåtar.[37]
- Flygvapnet hade en personalstyrka om 3 000 flygsoldater.[37] Den enda stridsflygplanstypen är 17 lätta attackflygplan Canadair T-33.[39]

Värnplikten omfattar 12 månader (2017). I första hand rekryteras frivilliga män och kvinnor. Lägsta ålder för frivillig tjänstgöring är 16 år. Om inte tillräckligt många anmäler sig som frivilliga inkallas pojkar till tvångsvis militärtjänstgöring. Den lägsta åldern för detta är 14 år.

## Ekonomi och infrastruktur
Bolivia är Sydamerikas fattigaste land. Detta visas genom en utbredd korruption och en imperialistisk roll från främmande makter i landet sedan koloniseringen.
Det första stora bakslaget mot Bolivias ekonomi kom genom ett dramatiskt fall i priserna på tenn i början av 1980-talet i kombination med dåliga skördar, skuldåterbetalningar och inflation som utvecklades till hyperinflation. Som ett svar introducerades 1985 åtstramningsåtgärder vilket ledde till att inflationen sjönk från 24 000 procent till mindre än 10 procent. Parallella lagstiftade reformer säkrade marknadsliberal politik och främjade privata investeringar, framför allt inom gas och telekommunikationssektorn. Utländska investerare fick nationell särbehandling och utländskt ägarskap fick i praktiken inga restriktioner i Bolivia.
Under 1990-talet utvecklades en marknadsorienterad ekonomi i Bolivia. Bland annat ingicks ett frihandelsavtal med Mexiko.[källa behövs] USA:s regering nådde i december 1995 en överenskommelse vid ett möte med Parisklubben, som minskade Bolivias statsskuld med 67 procent. År 1996 kapitaliserades tre enheter inom det statliga oljeföretaget (YPFB) som hade intressen i forskning, produktion och transport av kolväte, för att underlätta byggandet av en gasledning till Brasilien. Regeringen hade då ett långsiktigt avtal om att sälja naturgas till Brasilien. Den brasilianska naturgasledningen klarade 12 miljoner kubikmeter naturgas per dag 2002.
Åren 1999 och 2000 gjorde oroligheter i landet och den finansiella krisen i Asien att tillväxten minskade.[källa behövs] År 2001 var inflationen under 1,9 procent. Bolivias bruttonationalprodukt 2002 uppgick till omkring 7,9 miljarder USA-dollar. Samma år var Bolivia skyldig 4,5 miljarder till sina utländska kreditgivare, varav 1,6 miljarder till andra länder och resten till multilaterala utvecklingsbanker.[källa behövs] Det tredje ekonomiska bakslaget kom efter millennieskiftet genom den USA-stödda utrotningen av kokabusken. I samband med minskningen av kokaplantager uppstod ett stort inkomstbortfall för framför allt fattiga bönder. År 2003 var de civila upproren omfattande, och Bolivia var fortsatt beroende av internationell hjälp.[källa behövs]
Landet var 2004 ett av tre länder på västra halvklotet som valdes ut för att delta i den bilaterala utvecklingsfonden Millennium Challenge Account. Regeringen fortsatte 2005 att betala av sina skulder i tid till de multilaterala utvecklingsbankerna. Bolivia fick även skuldavskrivning genom Heavily Indebted Poor Countries (HIPC) och Parisklubben. Den ekonomiska tillväxten 2005 var 4,1 procent per år och inflationen 4,6 procent. Trots att kapitaliseringsprogrammet som implementerades i mitten på 1980-talet var framgångsrikt och lockade till sig stora utländska investeringar (1,7 miljarder USA-dollar i aktier mellan 1996 och 2002), minskade investeringarna under början av 00-talet.

### Näringsliv

#### Jordbruk
Ungefär två femtedelar av arbetskraften arbetar inom jordbruk, som bidrar med en sjundedel av BNP. Självhushållning är vanligt i Anderna, trots att lokala marknader vuxit i vissa regioner. Potatis, med tusentals sorter, är en historisk stapelvara tillsammans med oca, som båda torkas till chuño eller tunta. Quinoa och cañahua är näringsrika spannmål som trivs på hög höjd, medan andra grödor som korn, vete, bondbönor och majs odlas runt Titicacasjön. Lamor och alpackor används främst för jordbruk, även om lastbilar minskat behovet av transportdjur.
I Yungas-regionen odlas ett brett urval av grödor, som kaffe, kakao, citrus, bananer och kassava. Kokabusken är en kontroversiell men ekonomiskt viktig gröda, traditionellt använd inom kultur och medicin. I Valles odlas majs, vete, grönsaker, druvor och frukt, medan får och boskap föds upp i detta bördiga område, som gynnas av modern bevattning och teknik.
Runt Santa Cruz dominerar sojabönor, följt av sockerrör, ris och bomull. Sojabönor har blivit en av landets främsta exportvaror. I Beni-regionen finns stora boskapsrancher, och i norr avverkas tropiska hårdträslag, även om skogsskövling blivit en miljöfråga.

#### Råvaror
Landet är rikt på naturresurser. Utöver de berömda gruvorna, som var kända redan under inkatiden och senare exploaterades av spanjorerna, har Bolivia de näst största naturgasfälten i Sydamerika efter Venezuela. Den inhemska användningen av naturgas och exporten utgjorde 2004 endast en liten del av den potentiella produktionen. En bred opposition mot export av gas genom Chile ledde till att president Sánchez de Lozada avgick i oktober 2003. Utöver detta står El Mutún i departementet Santa Cruz 70 procent av världens järn- och magnesiumtillgångar. Bland andra naturtillgångarna finns tenn, petroleum, zink, volfram, antimon, silver, järn, bly, guld, timmer och vattenkraft.[källa behövs] Utvinningen av mineraler och kolväte står för 10 procent av BNP.[källa behövs][när?]

#### Industri
Bolivias industrisektor är begränsad och sysselsätter omkring 17 procent av arbetskraften. Den inhemska marknaden har låg köpkraft, och exportmöjligheterna är små. Produktionen fokuserar främst på konsumtionsvaror som livsmedel och textilier för lokal användning. Industrin är ofta småskalig och har ibland inslag av hantverk. Det finns också viss verksamhet kopplad till gruv- och energisektorerna. Utvecklingen inom industrin bromsas av kapitalbrist.

### Handel

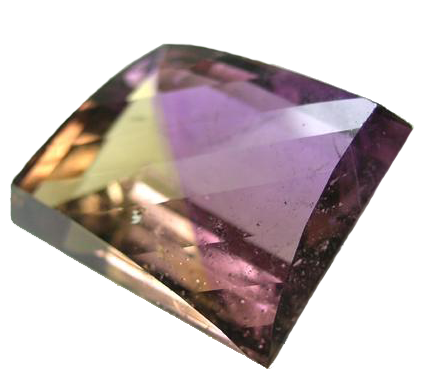
Ametrin (bolivianita) utvinns i bolivianska gruvor

Bolivia var ett av de fem länder som tillsammans skapade den Andinska gemenskapen 1969. Den bolivianska exporten uppgick 1991 till 652 miljoner amerikanska dollar.[källa behövs] Tobak produceras av bolivianska bönder. År 1992 producerades över 1 000 ton men ännu mer importerades på grund av den höga inhemska efterfrågan.
Exporten 2002 uppgick till 1,3 miljarder amerikanska dollar, importen till 1,7 miljarder dollar. Bolivias handelsunderskott uppgick samma år till 460 miljoner dollar.[källa behövs]
Bolivia började i mars 1997 införa en handelsöverenskommelse med Mercosur. Överenskommelsen innebar ett gradvis bildande av ett frihandelsområde som täckte minst 80 procent av handeln mellan parterna över en tioårsperiod. Ekonomiska kriser i regionen har dock förhalat integrationsprocessen.[källa behövs] Bolivia blev slutligen medlem i Mercosur 2023.
I början av 2020-talet var Brasilien den viktigaste handelspartnern, följd av Chile, Argentina och USA. Amerikanska lagar gör det möjligt för ett flertal bolivianska produkter att föras in i USA tullfritt och ensidigt, såsom alpacka- och lamaprodukter samt, i kvoterade mängder, bomullstextilier.[källa behövs]

### Infrastruktur

#### Transporter
År 2004 satte regeringen stort fokus på utvecklingen av hamnfaciliteterna i Puerto Busch vid Paraguayfloden. Längre norrut i Puerto Suárez och Puerto Iguazú som är sammanbundna med Paraguayfloden via Tamengokanalen, som går genom Brasilien, färdas medelstora containerfartyg. År 2004 lämnades ungefär hälften av Bolivias export via Paraguayfloden. När utvecklingen av Puerto Busch är klar kommer större fartyg att kunna lägga till i Bolivia. Detta kommer att öka landets konkurrenskraft tack vare ett minskat behov av utländska hamnar som till exempel i Peru och Chile, som ökar priserna på export och import.

#### Utbildning
Sedan 1994 arbetar Bolivia efter utbildningsreformen Programa de Reforma Educativa (PRE) i vilken demokratin är implementerad liksom samhället vad beträffar planering, organisation, verkställande och utvärdering. Även mångkulturalism och flerspråkighet är införlivade och svarar därför mot den sociokulturella heterogeniteten i landet.
Under den första etappen av programmet (1995–2003), prioriterades grundskolenivån och mellan 2004 och 2015 ska reformen genomföras för samtliga nivåer.[uppföljning saknas]

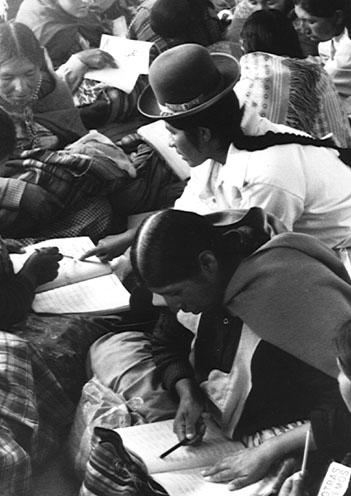
Aymaras i La Paz studerar litteratur

Utbildningen är decentraliserad där kommunstyrelserna tillhandahåller personal och skolor samt har ansvaret för att bygga upp, förse med läromedel och underhålla utbildningssystemet. Det övergripande ansvaret har delegerats till prefekturerna inom respektive departement genom departementens utbildningsstyrelser.
Resultatet av det nationella utbildningssystemet (Sistema Educativo Nacional, SEN) beror inte bara på ansträngningarna för att bygga upp systemet, utan även studenternas förmåga att tillgodogöra sig det. Det faktum att Bolivia är ett av de fattigaste länderna i Latinamerika med nästan 40 procent av befolkningen som lever i fattigdom och framför allt de som lever på landsbygden, kan påverka resultatet negativt. Befolkningen domineras av unga vilket gör att utbildningsbehovet kommer att öka under de närmaste åren.
Analfabetismen i Bolivia uppgick 2005 till 12 procent vilket var en minskning tack vare utbildningsreformen.
Utbildningsformen fastställs med olika nivåer och modeller beroende på mål och syfte med utbildningen. Den lägger grunden för en biopsykosocial utveckling för eleverna och organiseras på olika sätt inom olika regioner.
I latinamerikansk jämförelse visar Bolivia inte upp de bästa utbildningsresultaten. Analfabetismen bland barn under 15 år är, med undantag av Brasilien, den högsta med 8 procent även om den minskade mellan 1992 och 2001. Bland vuxna kvinnor på landsbygden saknar 39,3 procent utbildning medan motsvarande situation för männen är 15,7 procent. I städerna saknar 10,5 procent av kvinnorna och 3,2 procent av männen utbildning.[när?]
Analfabetismen på landsbygden bland kvinnor äldre än 15 år är 37,9 procent medan den var 14,4 procent bland männen.[när?] I städerna var analfabetismen lägre med 10 procent bland kvinnorna och 2,5 procent bland männen.[när?]
År 2002 fanns 13 offentliga skolor med 14 827 klasser, med majoriteten på landsbygden (11 252 klasser). Detta fenomen beror troligen på befolkningsspridningen på landsbygden där många klasser har få elever. I städerna är dock lokalproblemen större vilket gör att klassrummen är större med många elever.
I Bolivia fanns 2005 omkring 200 000 förskoleelever, 1,6 miljoner grundskoleelever och 400 000 gymnasieelever. Fler män än kvinnor utbildar sig.[källa behövs]

## Befolkning

### Demografi
De senaste 50 åren har befolkningen tredubblats och har en årlig ökning på 2,25 procent.

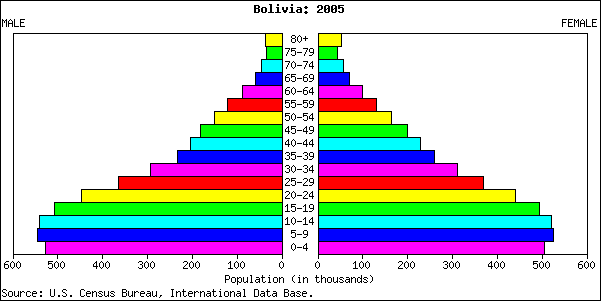
Befolkningspyramid (2005)

Bolivia har en ung befolkning. Enligt mätningarna 2001 var 54 procent mellan 15 och 59 år, 39 procent var under 15 år av vilka en tredjedel var under 5 år. 60 procent av invånarna var yngre än 25 år, varav 23 procent var mellan 10 och 20 år. Nästan hälften av kvinnorna var mellan 15 och 49 år.
Invånarna över 60 år är 7 procent. Detta är en grupp som har ökat under senare år, framför allt i landets storstäder. Befolkningsstrukturen mellan de två senaste mätningarna visar en minskning i de lägre åldersgrupperna med bland annat minskade födelsetal. Nativiteten är högre i departementen Pando, Beni och Potosí än i övriga departement.
Barnadödligheten är 57,52 per 1 000 invånare och medelåldern 62 år för män respektive 67 år för kvinnor. Varje kvinna mellan 15 och 59 år föder i genomsnitt 4 barn. 

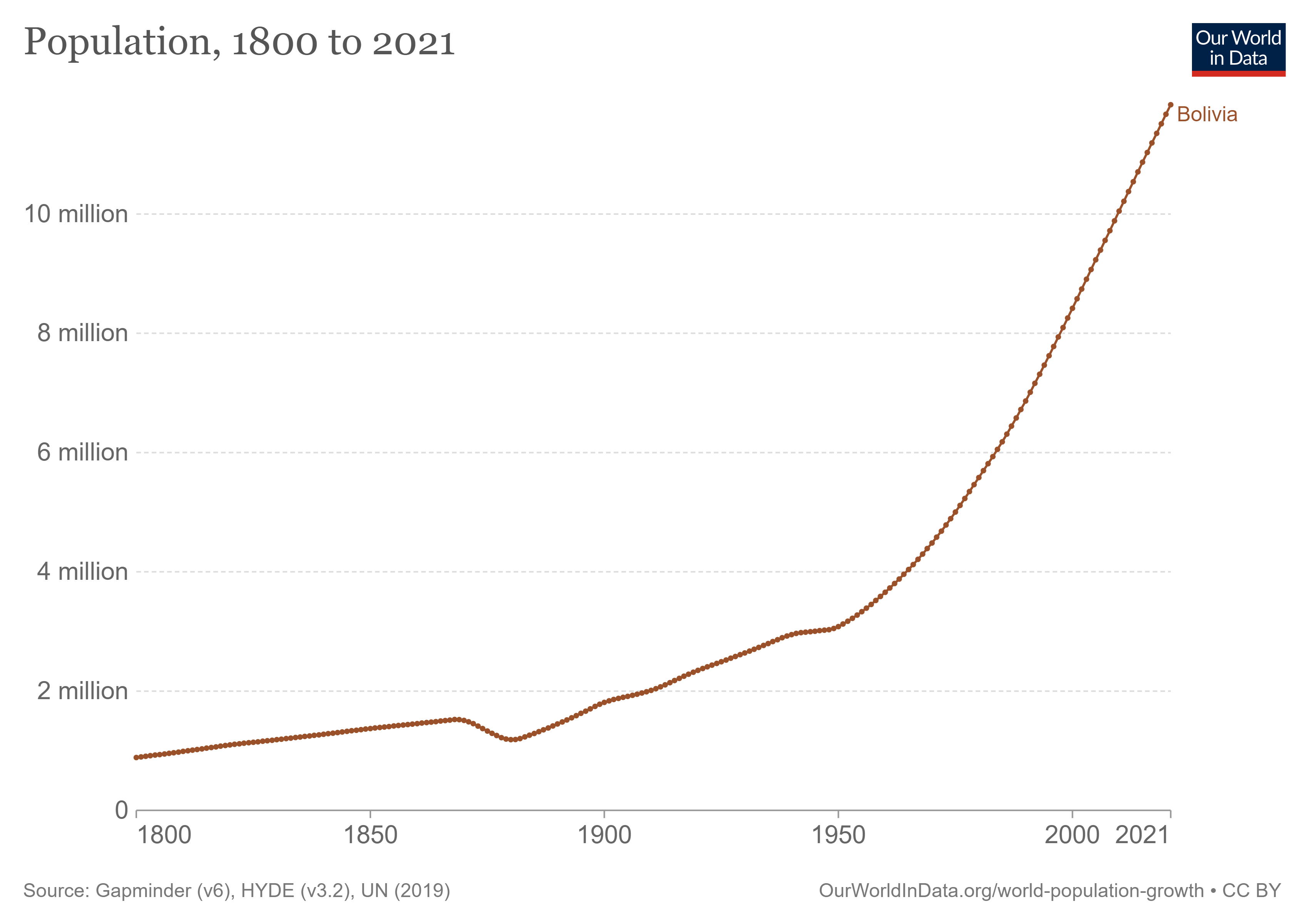
Befolkningsutveckling mellan 1961 och 2003

Befolkningens medianålder är 21,8 år (2006), vilket innebär att halva befolkningen är yngre än 21,8 år och den andra halvan är äldre. Befolkningens medellivslängd är 65,8 år (2006).

#### Större städer
5 165 882 personer bor i städerna, varav 1 230 340 i La Paz (2007), 750 000 i El Alto (2005), 1 211 390 i Santa Cruz (2006) och 700 000 i Cochabamba (2005). 3 108 443 personer bor på landsbygden.[källa behövs]

#### Urbanisering
Under perioden 1950–1976 visade departementen Santa Cruz, Tarija och Pando den högsta befolkningsökningen, medan den minsta ökningen noterades i Potosí, Chuquisaca och Cochabamba. Mellan 1976 och 1992 fortsatte Santa Cruz att uppvisa den högsta tillväxten, tillsammans med Beni och Tarija. Under samma period hade Potosí, Oruro och Pando den lägsta ökningen, och Potosí uppvisade även en negativ nettomigration med -8 procent.
Mellan 1992 och 2001 ägde den största befolkningsökningen rum i Santa Cruz (4,3 procent), Pando (3,48 procent) och Tarija (3,18 %), medan Oruro, Beni och Potosí uppvisade den lägsta ökningen.
Fördelningen av folkmängden under de senaste åren visar att i departementen Oruro, Potosí och Chuquisaca minskar antalet invånare ungefär proportionellt i förhållande till ökningen i Santa Cruz, Tarija och Cochabamba. I Pando ligger invånarantalet konstant i förhållande till andra departement.
Jämfört med 1992 ökade befolkningen i städerna med 1 471 036 och på landsbygden med 382 497.[källa behövs]
Den största koncentrationen av befolkningen finns i den så kallade centrala axeln och på högplatån.[källa behövs]

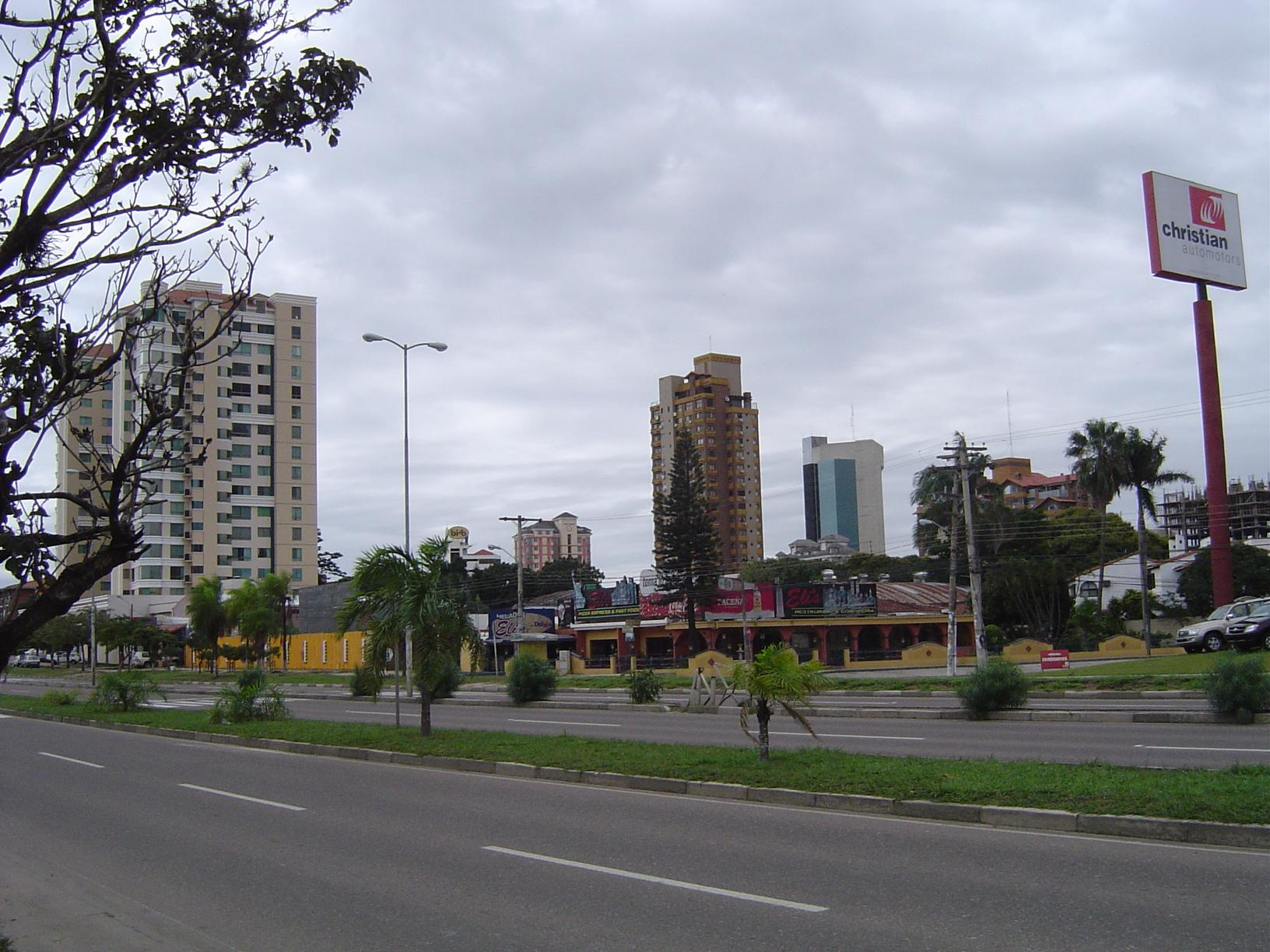
Santa Cruz de la Sierra är den mest befolkade staden i Bolivia

Befolkningstätheten är 8,49 invånare/kvadratkilometer. Befolkningsdensiteten varierar från 1 invånare/km² i de sydöstra delarna av landet till omkring 10 invånare/km² på det centrala höglandet.

#### Minoriteter
Bolivias etniska uppdelning uppskattas till 30 procent Quechuatalande och 25 procent Aymaratalande indianer. De största av de omkring 35 olika etniska grupperna är Quechuas (2,5 miljoner), Aymara (2 miljoner), Chiquitano (180 000) och Guaraní (125 000). De återstående 30 procenten är mestiser och omkring 15 procent vita. Den vita befolkningen består till största delen av kreoler som är ättlingar av relativt oblandad härkomst från de spanska kolonisatörerna. Dessa har format en stor del av aristokratin sedan oberoendet. Andra små grupper inom den vita befolkningen är tyskar som bildade det statliga flygbolaget Lloyd Aereo Boliviano, liksom italienare, amerikaner, basker, kroater, ryssar, polacker och andra minoriteter som härstammar från släkt som har bott i Bolivia under flera generationer.
Afro-bolivianer utgör 0,5 procent av befolkningen. De härstammar från afrikanska slavar som transporterades för att arbeta i Brasilien och migrerade sedan västerut till Bolivia. De är till största delen koncentrerade till Yungasregionen i provinserna Nor Yungas och Sud Yungas i departementet La Paz. Det finns även japaner som till största delen finns i Santa Cruz de la Sierra samt människor från Mellanöstern som blev kommersiellt framgångsrika.

### Språk
Cirka 70 procent av befolkningen talar spanska som sitt första språk. Inhemska språk (framförallt Quechua och Aymara) talades 2007 som första språk av 28,1%, vilket ökade till 29,4% 2008 enligt Instituto Nacional de Estadística de Bolivia.

### Religion
Den stora majoriteten bolivianer är katoliker vilket också är den officiella religionen i landet, även om protestanterna hela tiden ökar. Islam som utövas av befolkningen från Mellanöstern är mycket liten. Det finns även en liten judisk samling som nästan endast består av ashkenaziska judar. Mer än 1 procent av befolkningen är Bahá'í vilket gör att Bolivia har den största procentuella andelen bland världens länder. Det finns kolonier med mennoniter i departementet Santa Cruz. Många indianska samhällen blandar in förcolumbiska och kristna symboler i sin dyrkan. I Bolivia finns även närmare 20 000 aktiva Jehovas vittnen (2009).

### Sociala förhållanden
Bolivia är ett av de lägst utvecklade länderna i Sydamerika. Nästan två tredjedelar av befolkningen, av vilka många försörjer sig som jordbrukare, lever i fattigdom.
Det råder stora ekonomiska skillnader mellan människor i Bolivia. I de tropiska delarna av Bolivia finns det på grund av klimatet mindre problem med svält. Där lever invånarna mest av jordbruk och boskapsskötsel. I bergsområdena Anderna lever största andelen av urbefolkningen quechua och Aymara. De som bor i bergen kallar dem som bor i de tropiska områdena för "cambas". Dessa kallar i sin tur bergsinvånarna för "collas". I de tropiska områdena råder en diskussion om att de nu vill frigöra sig från de övriga delarna av landet. Efter valet i december 2005 aktualiserades dessa diskussioner eftersom Evo Morales mest har fått röster från urbefolkningen i bergsområdena.[källa behövs]

### Hälsa
Dödligheten i landet är osäker eftersom registreringen av döda uppskattas till endast 34 procent. Under perioden 1995-2000 var den 9 per 1 000 invånare och den uppskattade levnadsåldern för nyfödda var 61,4 år. En undersökning av dödligheten som gjordes 2000 indikerar att den vanligaste de vanligaste dödsorsakerna var sjukdomar i blodcirkulationssystemet (30 procent), smittsjukdomar (12 procent) och yttre påverkan 10,7 procent. Under perioden 2000-2005 uppskattades dödstalet till 8,2 per 1 000 invånare vilket ligger nära det latinamerikanska genomsnittet på 7,7. De högsta dödstalen har registrerats i departementen Oruro och Potosí. De lägsta finns i Tarija och Santa Cruz medan de övriga ligger på landets genomsnitt.
En revidering av registrerade dödsfall i landet mellan 1995 och 2001 visade att ungefär 23 800 dödsfall per år rapporterades, vilket antas vara en underregistrering med 66 procent. 60 procent av dödsfallen registreras i städerna varav 53 procent är män, men på landsbygden är antalet döda kvinnor högre än män. Den låga rapporteringen försvårar analysen av orsakerna till dödsfallen.
Spädbarnsdödligheten är 52 promille (2006). Befolkningens medellivslängd är 65,8 år (2006).

## Kultur

### Konstarter
Den kulturella utvecklingen i nuvarande Bolivia delas in i tre skilda perioder: Förcolumbiansk, kolonisering och republikansk. Viktiga arkeologiska ruiner, guld- och silverornament, stenmonument, keramik och vävda föremål finns kvar från flera viktiga förcolumbiska kulturer. Bland stora ruiner finns Tiwanaku, Samaipata, Incallajta och Iskanawaya. Landet har massor av kulturella platser som är svåra att nå och inte har utforskats arkeologiskt.

#### Musik
Bolivia har en rik folklore. Den regionala folkmusiken är unik och varierande. Djävulen dansar på den årliga karnevalen i Oruro är en av de stora folklorehändelserna i Sydamerika, liksom den mindre kända karnevalen i Tarabuco. Bland bolivianska framstående artister under 1900-talet finns bland andra Guzmán de Rojas, Arturo Borda, María Luisa Pacheco och Marina Núñez del Prado.

#### Bildkonst
Spanjorerna förde med sig sin egen tradition av religiös konst som har utvecklats av lokala invånare, mestisika byggnadsarbetare och hantverkare till en rik och säregen arkitektur, måleri och skulptur som kallas mestisisk barock. Under koloniseringsperioden producerade målningar, inte bara av Pérez de Holguín, Flores, Bitti och andra, utan även av kunniga men okända stenhuggare, träsnidare samt guld- och silversmeder. En viktig del av indiansk religiös barockmusik från koloniseringsperioden upptäcktes för inte så länge sedan och har framförts internationellt sedan 1994.

## Internationella rankningar
| Organisation                                | Undersökning                   | Rankning   |
| ------------------------------------------- | ------------------------------ | ---------- |
| Heritage Foundation/The Wall Street Journal | Index of Economic Freedom 2019 | 173 av 180 |
| Reportrar utan gränser                      | Pressfrihetsindex 2019         | 113 av 180 |
| Transparency International                  | Korruptionsindex 2018          | 132 av 180 |
| FN:s utvecklingsprogram                     | Human Development Index 2018   | 114 av 189 |